# Tibiotarso

Scheletro di piccione; il pigostilo è indicato con i numeri 10 e 11.

Il tibiotarso è il grande osso tra il femore e il tarsometatarso nella zampa degli uccelli. È la fusione della parte prossimale del tarso con la tibia.
Una struttura simile è presente anche negli Heterodontosauridae del Mesozoico. Questi piccoli dinosauri ornitischi non erano imparentati con gli uccelli e la somiglianza delle loro ossa dei piedi è spiegata al meglio dall'evoluzione convergente.